# Juan Naranjo
Juan Naranjo (Torremolinos, 1983) es un autor español, traductor, crítico literario y divulgador en redes de contenido LGTB+.

## Biografía
Juan Naranjo nació en 1983 en Torremolinos, municipio de la provincia de Málaga, donde pasó su infancia.
Realizó estudios de licenciatura en Historia del Arte, Pedagogía y Traducción Literaria. Fue docente de Historia de España en el IES Las Lagunas de Mijas, donde desarrolló un innovador método docente de enseñanza de historia de la Edad Media a través de mensajes de Whatsapp que se hizo viral a través de Twitter. También ha sido profesor en la Universidad de Málaga.
Ha realizado traducciones de libros en inglés e italiano para editoriales españolas.
En 2020 publicó el libro autobiográfico Mariquita, editado por Sapristi Editorial en formato de novela gráfica que él mismo ilustró.

## Premios
En 2018 el Instituto Andaluz de la Juventud le concedió el Premio Málaga Joven por su trabajo en el ámbito educativo.
En junio de 2024 recibió el premio a Persona significativa cultural por parte del Ayuntamiento de Torremolinos durante la II Gala de Conmemoración del Día Internacional del Orgullo LGTBI.
En 2025 el IES Alfaguar le otorgó el galardón Premio Imparable en la categoría de Artes en su cuarta edición.

## Obras
- Mariquita: Una historia autobiográfica sobre la homofobia (2020)